# Бенедикт II
Бенеди́кт II (лат. Benedictus PP. II; 635 — 8 мая 685) — папа римский с 26 июня 684 года по 8 мая 685 года.

## Биография
Бенедикт был римлянином из аристократического рода Савеллиев (Сабелли).
Его избрание долго не утверждалось византийским императором. Хотя Бенедикт был избран в 683 году, он не был рукоположен до 684 года — разрешение императора Константина IV было получено лишь через несколько месяцев после выборов. Согласно Liber Diurnus Romanorum Pontificum, он получил от императора Константина Погоната указ, который либо отменил необходимость императорского утверждения результатов выборов папы, либо передававший эти полномочия экзарху Равенны. В итоге утвердился порядок рукоположения, по которому разрешалось немедленно совершать посвящение папы, как только он будет избран тремя корпорациями Рима: духовенством, народом и войском.
Чтобы подавить монофелитство, Бенедикт стремился обеспечить подписание епископами Испании решений Третьего Константинопольского собора 678 года.
При Бенедикте были отреставрированы многие церкви в Риме. Папа Бенедикт II умер 8 мая 685 года. Могила папы утрачена.